# Luckower See
Der Luckower See ist ein natürliches Stillgewässer in der Stadt Sternberg im Landkreises Ludwigslust-Parchim in Mecklenburg-Vorpommern. Er liegt 
nordwestlich vom Ortskern von Sternberg.
Der See hat eine Ausdehnung in der Nord-Süd-Achse von etwa 770 Meter und in der West-Ost-Achse von etwa 950 Metern. 
Im östlichen Teil befindet sich eine markante Halbinsel. Die Halbinsel wird freizeitlich genutzt und verfügt über zwei Badestellen und einem Toilettenhäuschen.
Am Südufer des Sees befindet sich ein Campingplatz. Er entstand 1974 für 1000 Urlauber und verfügt über einen abgetrennten Reisemobilstellplatz.
Fast das gesamte Seeufer wird von einem Schilfgürtel gesäumt. Am südlichen Ufer und auf der Halbinsel befinden sich einige freizugängliche Badestellen. Um den See führt ein etwa 4,5 km langer naturkundlicher Lehrpfad.
Der See liegt im Landschaftsschutzgebiet Mittleres Warnowtal (CDDA:323011) und ist Bestandteil des 2005 ausgewiesenen Naturpark Sternberger Seenland.
Nahe dem See führt die Bahnstrecke Wismar–Karow vorbei.